# Союз журналистов Республики Марий Эл
Союз журналистов Республики Марий Эл (мар. Марий Эл Республикысе журналист-влакын ушем) — творческий союз, объединяющий журналистов Республики Марий Эл. С 2004 года является региональным отделением Союза журналистов России.

## История
В августе — октябре 1957 года был образован Союз журналистов Марийской АССР как региональное отделение Союза журналистов СССР. Одним из членов Оргбюро Союза журналистов МАССР стал марийский писатель, главный редактор журнала «Ончыко» В. Юксерн. В соответствии с постановлением Секретариата ЦК КПСС от 11 июля 1957 года было создано Оргбюро журналистов СССР. 12 августа 1957 года бюро Марийского обкома КПСС приняло решение о создании оргбюро Марийского отделения Союза журналистов. В состав его вошли: заведующий отделом пропаганды и агитации обкома КПСС А. Ф. Немцев (председатель), редактор газеты «Марий коммуна» М. П. Иванов (секретарь), редактор газеты «Марийская правда» Д. Ф. Маракулин, главный редактор общественно-политического и литературно-художественного журнала «Ончыко» В. С. Столяров, председатель Комитета по радиовещанию и телевидению при Совете Министров республики З. М. Антоненко. Несколько позже в состав оргбюро был введён редактор газеты «Молодой коммунист» П. Г. Корнилов. 22 апреля 1958 года Оргбюро Союза журналистов СССР приняло в члены Союза 25 работников печати и радио Марийской АССР. Таким образом, организационно было оформлено Марийское отделение Союза журналистов СССР.
В разные годы марийским Союзом журналистов руководили главный редактор газеты «Марий коммуна» М. Иванов, главный редактор газеты «Марийская правда» В. Карташов, председатель Государственного комитета Марийской АССР по телевидению и радиовещанию, генеральный директор / председатель ГТРК «Марий Эл» В. Оленёв, председатель Координационного совета творческих союзов Марий Эл Г. Пирогов, главный редактор газеты «Пенсионер» и «Семейной газеты» О. Старикова.
В 1992 году с образованием Республики Марий Эл Союз журналистов Марийской АССР преобразован в Союз журналистов Республики Марий Эл. В 2004 году стал региональным отделением Союза журналистов России.

## Современность
С 2004 года Союз журналистов Республики Марий Эл является региональным отделением Союза журналистов России. 
С 2004 года количество членов Союза насчитывает более 170 человек (работники 33-х редакций республиканских и муниципальных СМИ). Сюда входят представители всех ведущих СМИ республики: ГТРК «Марий Эл», «Марий Эл Телерадио», газет «Марийская правда», «Марий Эл», «Кугарня», «Ямде лий», «Йошкар-Ола», «Пенсионер», «Семейной газеты», журнала «Ончыко» и др. Несколько десятков журналистов являются заслуженными журналистами, работниками культуры Марий Эл и России.
Союз журналистов Марий Эл является консолидирующим и координирующим центром в отстаивании законных прав журналистов, организует учёбу работников СМИ республики, проводит ежегодные творческие конкурсы. Организуются фестивали «Мисс-пресса Марий Эл», проводятся встречи журналистов-ветеранов. Ежегодно с 2010 года в спортивно-оздоровительном лагере «Политехник» на озере Яльчик проходит фестиваль журналистов Республики Марий Эл.
Традиционно Главой Республики Марий Эл лучшим журналистам региона присуждается премия «Золотое перо Марий Эл».
С 12 августа 2023 года председателем организации является Александр Саликович Абдулов.

## Председатели
| по | Председатели                        | Годы руководства   |
| -- | ----------------------------------- | ------------------ |
| 1  | Михаил Петрович Иванов              | 1959-1966          |
| 2  | Вадим Николаевич Карташов           | 1966-1989          |
| 3  | Владимир Иванович Оленёв            | 1987-2000          |
| 4  | Герман (Георгий) Прохорович Пирогов | 2001-2003          |
| 5  | Владимир Иванович Оленёв            | 2003-2009          |
| 6  | Оксана Анатольевна Старикова        | 2009-2023          |
| 7  | Александр Саликович Абдулов         | С 2023 — по н. вр. |

## Адрес
г. Йошкар-Ола, ул. Я. Эшпая, д. 156А.